# Ostrá (Hohe Tatra)
Die Ostrá (deutsch und polnisch Ostra, ungarisch Osztra) ist ein 2350 m n.m. hoher Berg in der Hohen Tatra in der Slowakei. Der Berg befindet sich auf der Hauptachse des Seitengrats vom Kriváň, zwischen den Bergen Krátka im Westen und Furkotský štít im Norden, von ihm verläuft nach Süden das Bergmassiv Kozí chrbát (deutsch Scharfkamm).
Der Name bedeutet wörtlich „die Scharfe [Spitze]“, dennoch ist die Bergspitze eher flach und breit. Der Historiker Matthias Bel verwendet im Werk Notitia (1736) den Namen Ostry, bis in die erste Hälfte des 19. Jahrhunderts verstand man darin aber den Kamm zwischen den Bergen Krátka beziehungsweise Kriváň und Ostrá, erst nach 1863 etablierte sich der Namen für den einzelnen Berg. Der ungarische Bergsteiger Alfréd Grósz schuf die eingedeutschte Form Scharfkammspitze.
Der Berg liegt abseits offizieller touristischer Wanderwege und ist nur für Mitglieder alpiner Vereine oder mit einem Bergführer zugänglich, und dies nur von der schwierigen östlichen Seite vom Tal Furkotská dolina heraus. Vom westlichen Tal Dolina Suchej vody, dem östlichen Abzweig des Tals Važecká dolina, ist der Berg relativ leicht erreichbar, dort ist jedoch der Zutritt wegen der Lage im Nationalen Naturreservat verboten. Das Verbot gilt auch für das nordwestlich gelegene Tal Nefcerka im Talsystem der Kôprová dolina.